# Monte Abbalata
Il  monte Abbalata è una montagna (636 m) della Sardegna settentrionale.